# Színváltó galambgomba
A színváltó galambgomba (Russula albonigra) az Agaricomycetes osztályának galambgomba-alkatúak (Russulales) rendjébe, ezen belül a galambgombafélék (Russulaceae) családjába tartozó, Eurázsiában, Észak-Afrikában, Észak-Amerikában és Ausztráliában honos, lombos és fenyőerdőkben élő, ehető gombafaj.

## Elterjedése és termőhelye
Eurázsiában, Észak-Afrikában, Észak-Amerikában és Ausztráliában honos. Magyarországon nem gyakori.
Savanyú talajú lomberdőkben vagy fenyvesekben él. Júliustól októberig terem.

## Megjelenése
A színváltó galambgomba kalapja 5-12 (15) cm széles, alakja fiatalon domború, később laposan kiterül, a közepe bemélyedhet. Színe fiatalon fehéres, de már korán korombarnásra vagy feketésre színeződik. Felülete nedvesen tapadós, szárazon matt. Széle fiatalon aláhajló. 
Húsa kemény, vastag; színe fehér, sérülésre elszürkül majd feketedik. Szaga némileg dohos vagy gyümölcsszerű, íze kissé csípős-kesernyés, mentolszerűen hűsítő. 
Sűrű lemezei tönkhöz nőttek, sok a féllemez. Színük fiatalon fehér, később az élüktől kiindulva sötétednek, foltosodnak.
Tönkje 3-6 cm magas és 1-2 cm vastag. Alakja hengeres, felszíne sima. Színe eleinte fehér, idősen barnásfekete lesz. 
Spórapora fehér. Spórája majdnem gömbölyű vagy széles elliptikus, felülete finoman bibircses, félig hálózatos, mérete 6,5-9 x 5,5-6,5 µm.

### Hasonló fajok
A rózsáslemezű galambgomba hasonlíthat hozzá. 

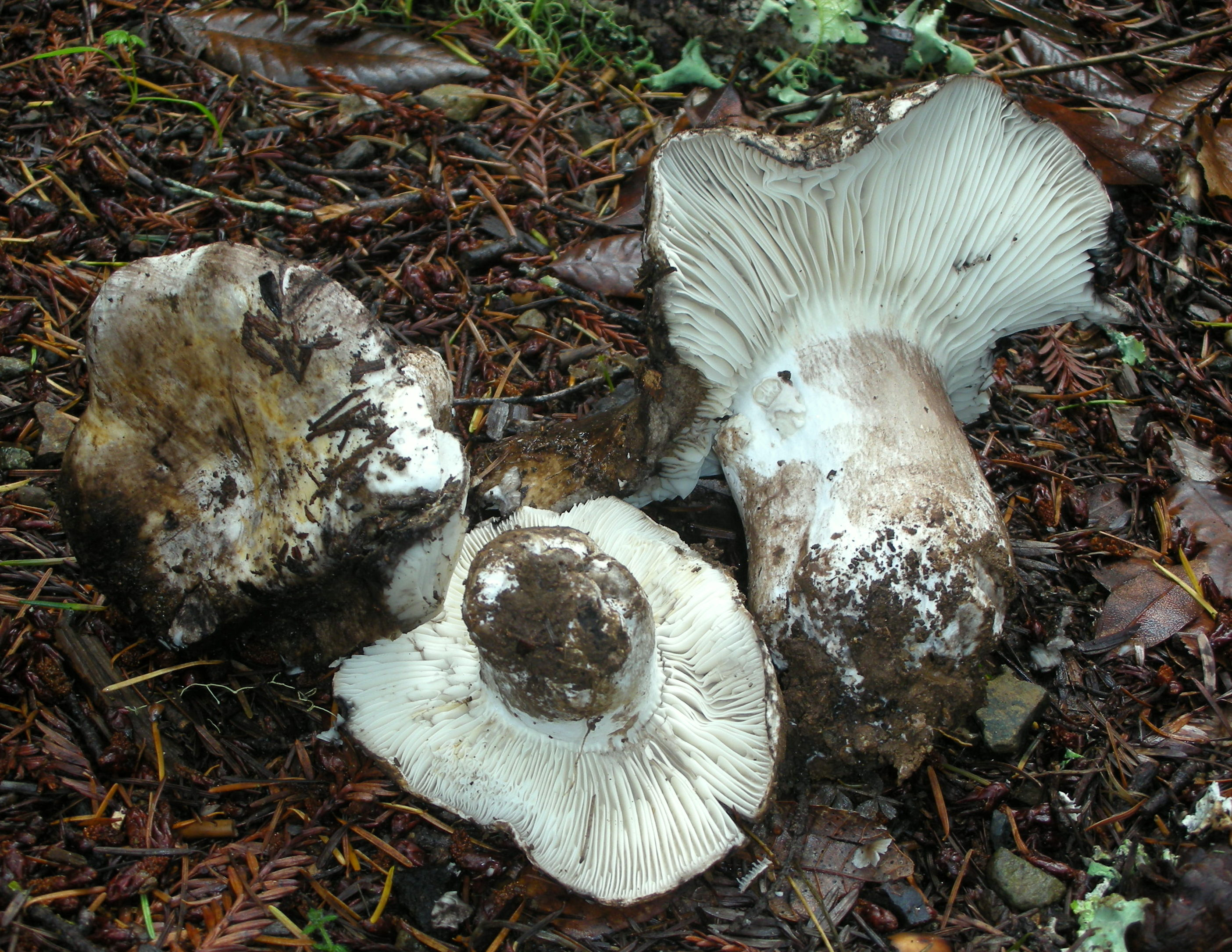
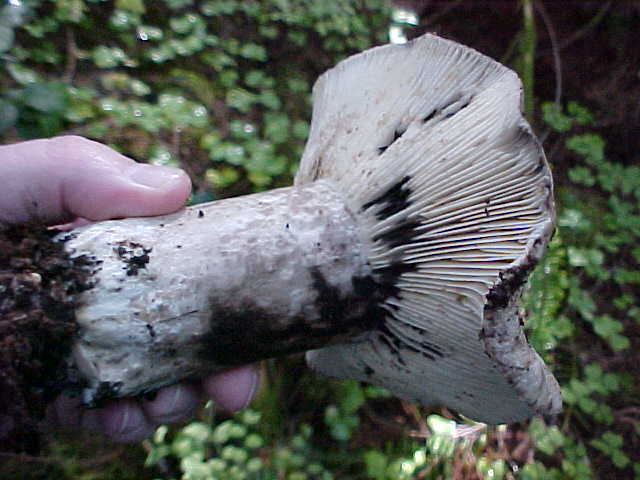
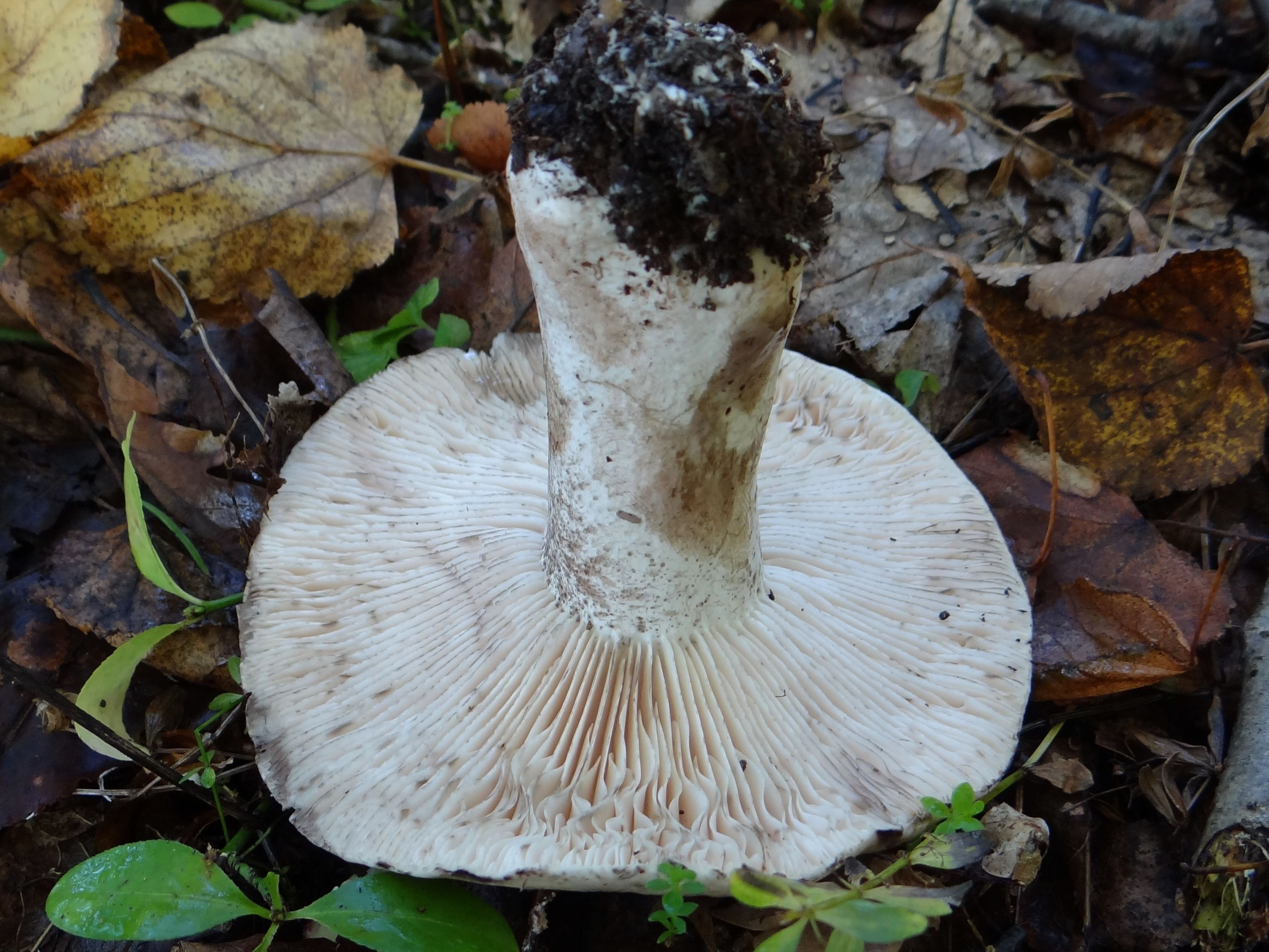
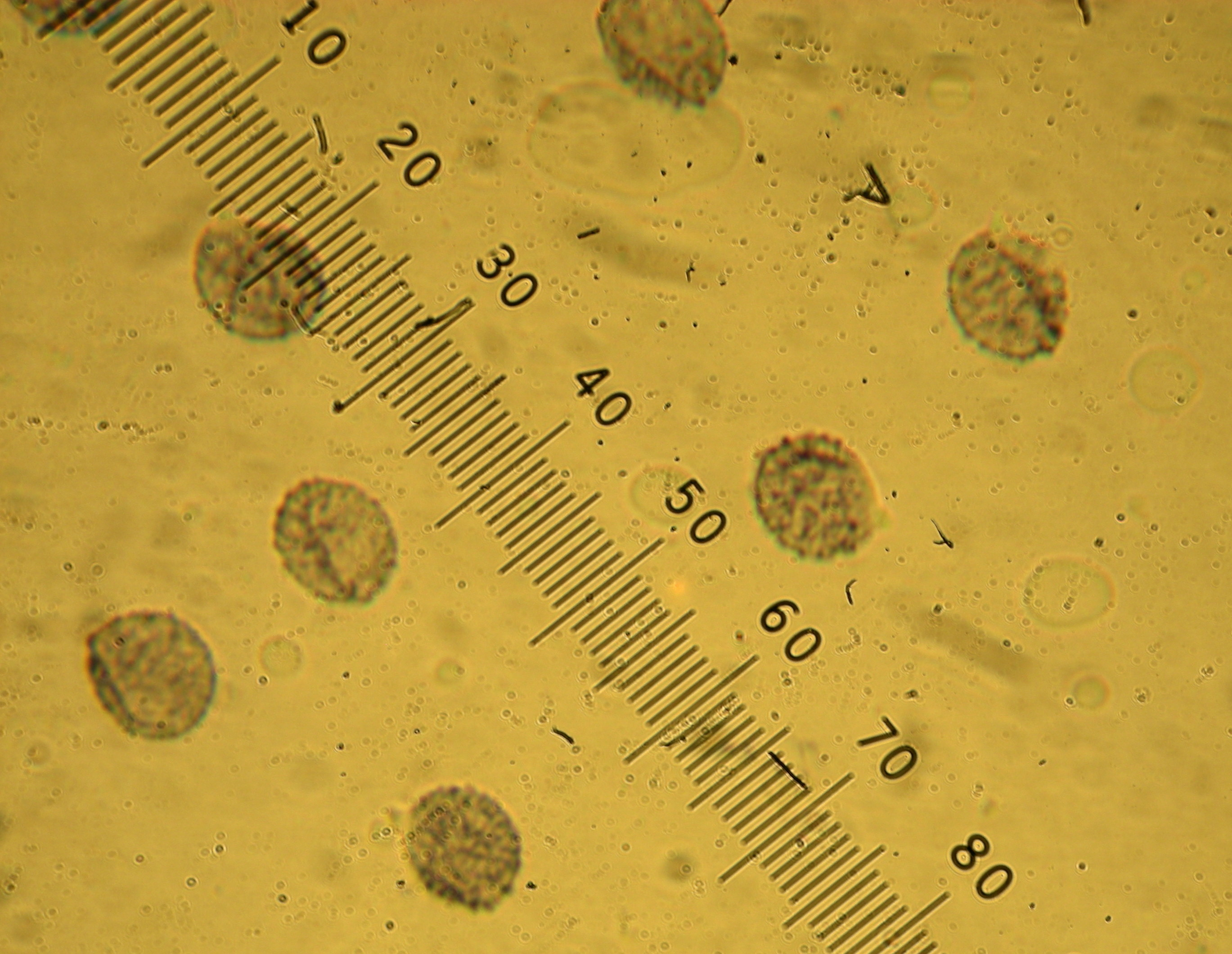
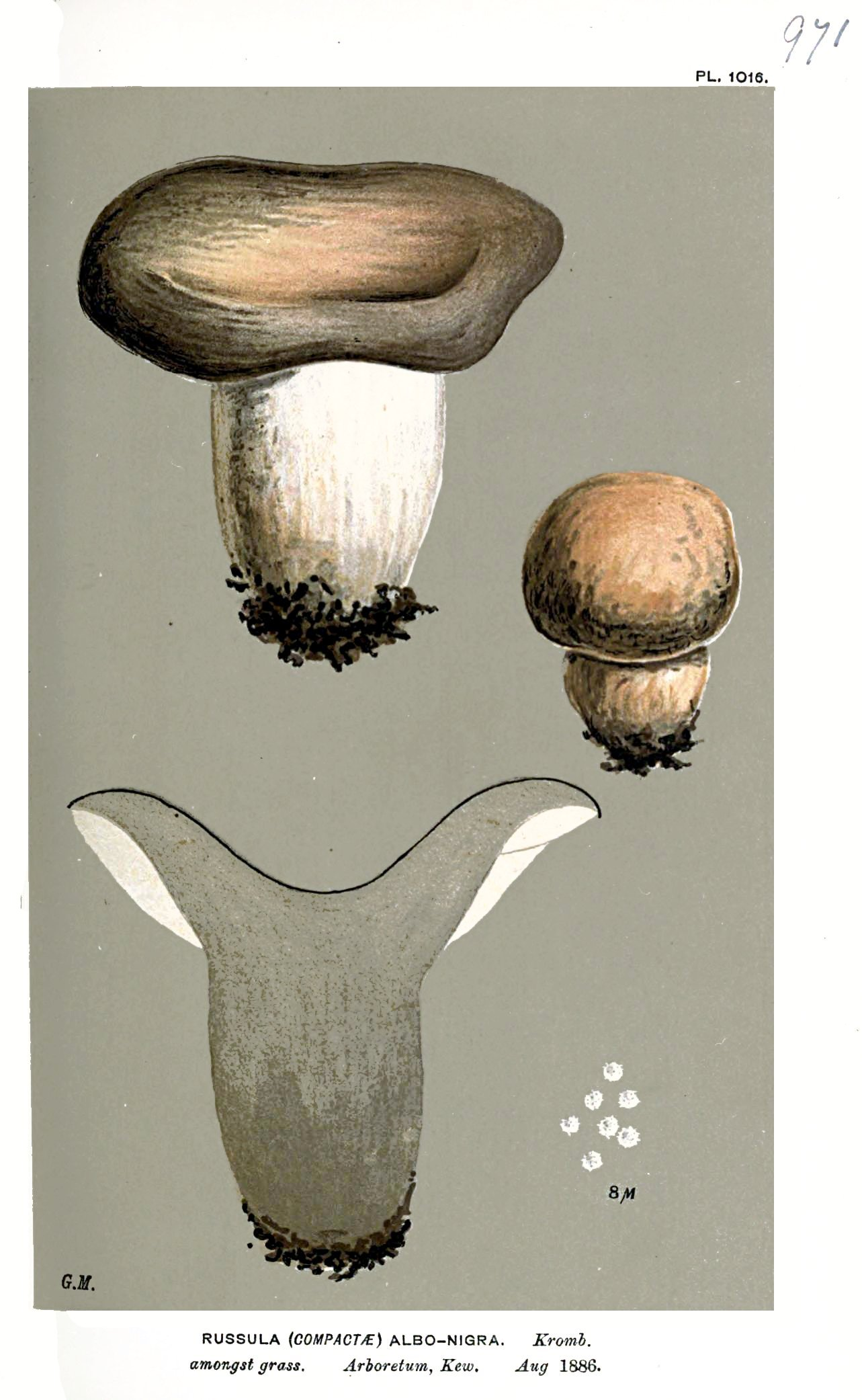

Ehető, de nem túl ízletes gomba.   